# Bankart-Läsion

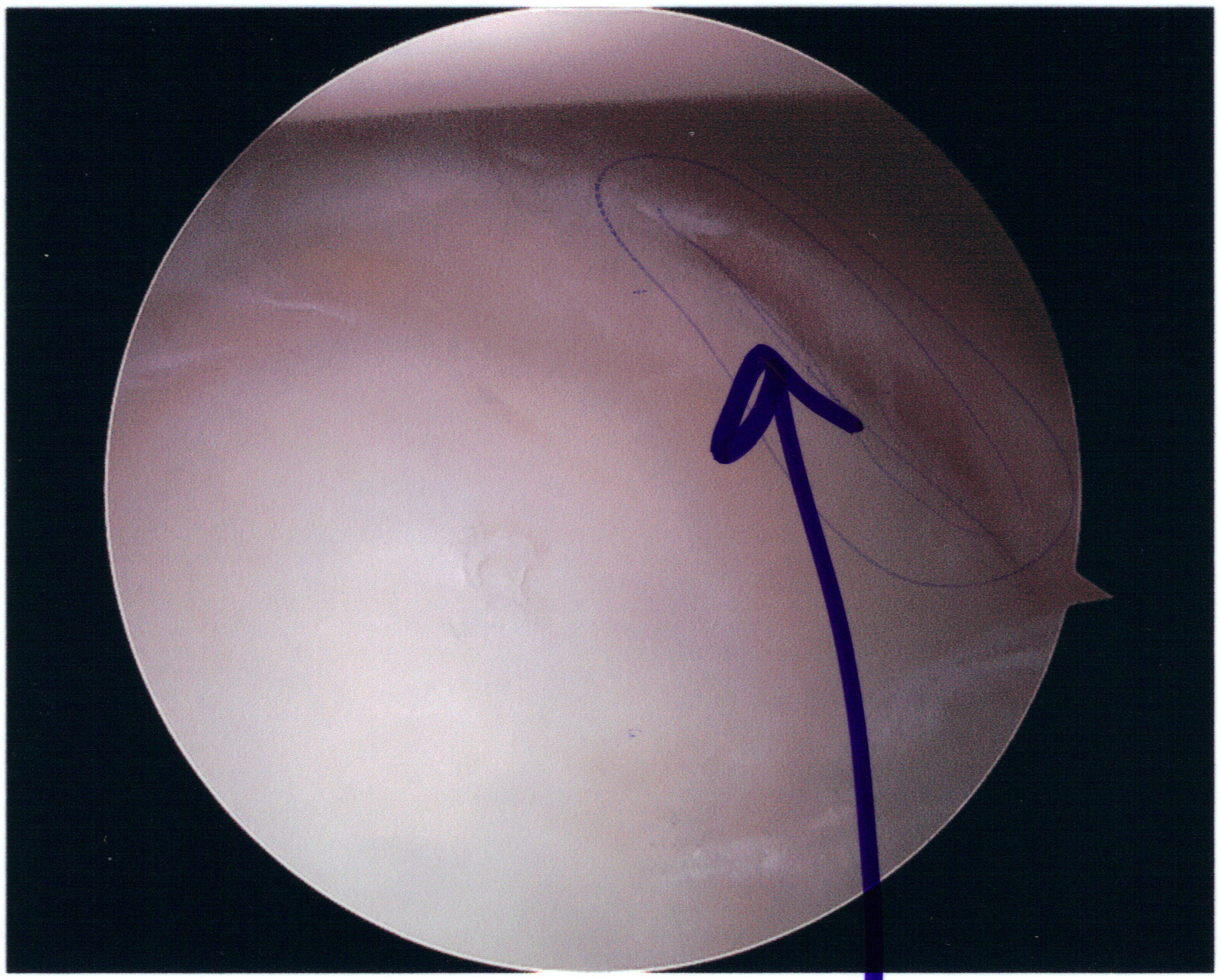
Blick bei einer Gelenkspiegelung auf eine Bankart-Läsion

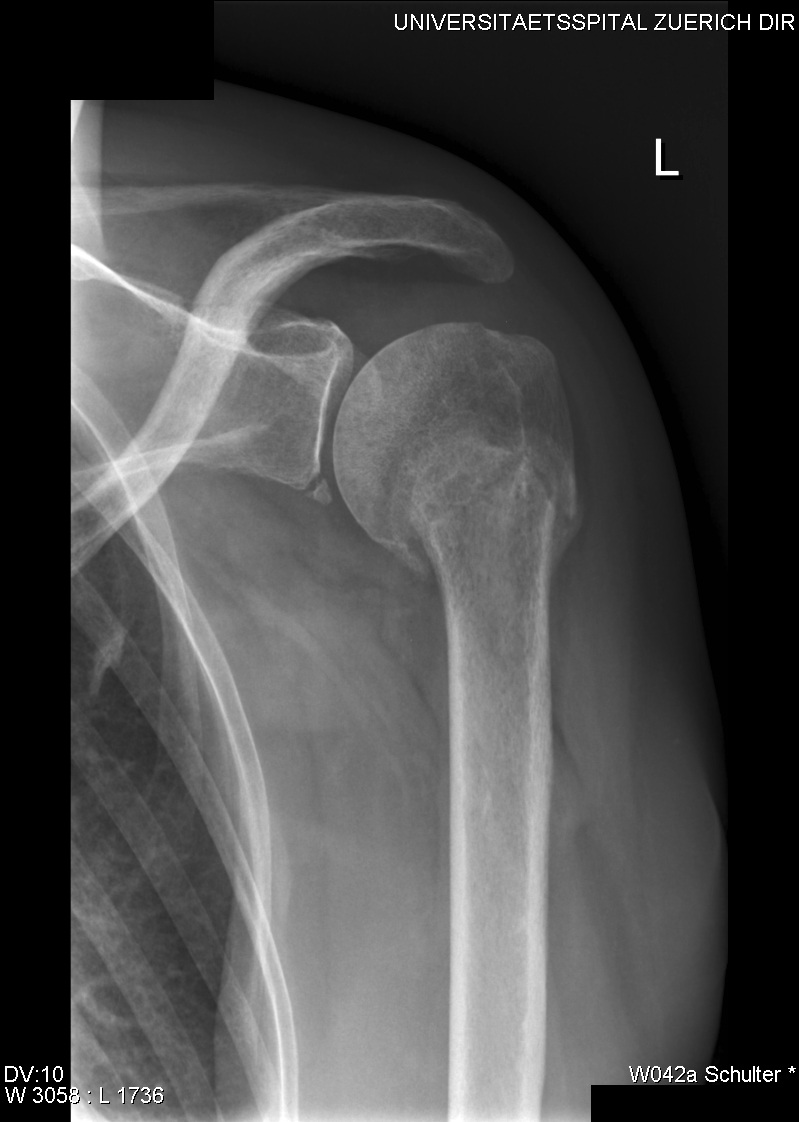
Röntgenbild einer knöchernen Bankart-Läsion mit einem Bruchstück an der unteren Gelenkpfanne. Gleichzeitig besteht hier noch eine subkapitale Humerusfraktur.

Als Bankart-Läsion wird eine spezielle Verletzung (Läsion) des Schultergelenkes bezeichnet, die in der Regel durch eine Ausrenkung der Schulter (Schulterluxation) nach vorn bei einem Trauma verursacht wird. Dabei ist die Gelenklippe (Labrum glenoidale) der Gelenkpfanne (Cavitas glenoidalis, auch kurz Glenoid) des Schulterblatts im unteren Bereich des vorderen Pfannenrandes teilweise oder vollständig abgerissen.
Eine entsprechende Verletzung im unteren Bereich des hinteren Pfannenrandes des Schultergelenkes nennt man eine „reversed“ Bankart-Läsion.
Bei einer Bankart-Läsion kann im Bereich des Abrisses die Gelenklippe das Schultergelenk nicht mehr richtig stabilisieren und es kann leichter zu einer (weiteren) Ausrenkung der Schulter kommen (besonders in Verbindung mit einer Hill-Sachs-Läsion).
Die Bankart-Läsion ist nach dem englischen Chirurgen Arthur S. B. Bankart (1879–1951) benannt.

## Begleitpathologien
Liegt eine Bankart-Läsion vor, so sind am betroffenen Schultergelenk oft auch die vordere untere Gelenkkapsel und deren Bänder eingerissen. Selten bricht zusätzlich ein Teil vom knöchernen Gelenkpfannenrand ab (Glenoidfraktur), man spricht dann von einer knöchernen Bankart-Läsion oder Bankart-Fraktur.